# فتح أباد (مقاطعة بافت)
فتح أباد (بالإنجليزية: Fathabad, Baft)‏ هي مستوطنة تقع في إيران في Fathabad Rural District. يقدر عدد سكانها بـ 88 نسمة .